# G. Van Den Burgh
G. Van Den Burgh (fl. XX secolo) è stato un calciatore indonesiano, di ruolo centrocampista.

## Carriera
Prese parte con la Nazionale delle Indie Orientali Olandesi ai Mondiali del 1938.